# Jonsbol

Jonsbol är en herrgård  i Visnums socken, Kristinehamns kommun. Vid Jonsbol som i jordeböcker omnämns redan på 1500-talet anlades på 1600-talet två stångjärnshamrar av ägaren och grundaren av Björneborgs bruk rådmannen i Kristinehamn Olof Persson, stamfader till ätten Jernfeltz. 1684 fick bruket privilegier för att anlägga en hammarsmedja; 1688 anlades ytterligare en av ägarens måg. I formell mening kom de två smedjorna att fungera som två bruk: Jonsbols västra respektive östra. På 1850-talet förvärvades bruken av Björneborgs bruk och i samband med detta inleddes spik- och manukfaktursmide. Brukets verksamhet nedlades 1886.